# Radio (LL Cool J)
Radio è l'album d'esordio del rapper statunitense LL Cool J, pubblicato il 18 novembre 1985 dalla Def Jam Recordings. L'album diviene il primo sotto l'etichetta fondata da Rick Rubin e da Russell Simmons. Il disco è stato registrato tra il 1984 e il 1985 e la produzione principale è affidata a Rick Rubin, che ha fornito uno stile di produzione scarno e minimale. I testi aggressivi di LL Cool J esplorano i temi della cultura del centro città, della promiscuità adolescenziale e della vanteria rap.
All'epoca, l'album ha registrato una significativa quantità di successi commerciali e di vendite per una produzione hip hop, ottenendo successo nella Billboard 200 e vendendo oltre 500 000 copie nei suoi primi mesi dall'uscita. Il 19 aprile 1988, Radio è certificato disco di platino dalla RIAA per il milione di copie vendute nel mercato statunitense. La critica iniziale dell'album è stata generalmente positiva: il lirismo del rapper e la produzione di Rick Rubin sono stati elogiati da numerosi critici musicali. Da allora, il disco è stato riconosciuto dalla critica come il più grande lavoro di LL Cool J.
Riflettendo la new school e la sottocultura "Ghettoblaster" negli Stati Uniti durante la metà degli anni ottanta, Radio appartiene a un momento cruciale nella storia e nella cultura hip hop. Il suo successo ha contribuito al trasferimento della old school nella new school e al successo commerciale del genere in quel periodo, dando inoltre una svolta nella carriera di LL Cool J e Rick Rubin. Radio è stato riconosciuto dagli autori musicali come uno dei primi album hip hop connessi logicamente e di successo commerciale. È stato posizionato al 470º posto nella lista dei 500 migliori album secondo Rolling Stone.

## Descrizione

### Antefatti
Nel marzo del 1984, quando lo studente della New York University Rick Rubin e il promoter-manager Russell Simmons fondarono l'etichetta Def Jam, che all'epoca era indipendente, il 16enne nativo di St. Albans (Queens) James Todd Smith stava creando il suo primo demo tape a casa dei suoi nonni. Suo nonno, sassofonista jazz, gli ha comprato un dispositivo stereo da duemila dollari, inclusi due giradischi, un amplificatore e un audio mixer. Smith cresce in un ambiente hip hop, iniziando a fare rap sin da quando ha 9 anni e puntando a fare un disco e ascoltarlo alla radio. Usando gli strumenti di missaggio che aveva ricevuto da suo nonno, Smith produce e mixa i suoi demo personali, inviandoli a diverse case discografiche di tutta New York, tra cui la Def Jam Recordings di Simmons e Rubin.
Sotto il suo nuovo nome d'arte, LL Cool J (acronimo per Ladies Love Cool James), Smith firma con la Def Jam, che lo porta alla pubblicazione della sua prima registrazione ufficiale, il 12 pollici I Need a Beat (1984). Nello stesso anno, debutta al concerto della Manhattan Center High School. In un'intervista successiva, LL Cool J ha ricordato l'esperienza affermando: «appena finita [la performance] c'erano ragazze che urlavano e chiedevano autografi. Proprio in quel momento ho detto "questo è quello che voglio fare".» Il singolo di debutto di LL ha venduto 100 000 copie e ha contribuito a istituire sia la Def Jam come etichetta sia Smith stesso come rapper. Il successo commerciale di I Need a Beat, assieme al singolo Rock Hard (1984) dei Beastie Boys, ha contribuito a portare la Def Jam a un accordo di distribuzione con la Columbia Records l'anno seguente.
LL Cool J ha abbandonato la Andrew Jackson High School nel Queens per registrare il suo primo album in studio, che è stato anche il primo LP prodotto dalla Def Jam. Le sessioni di registrazione dell'album si sono svolte presso i Chung King Studios nella Chinatown di Manhattan sotto la direzione di Rubin per tutto il 1984 e il 1985. All'interno della formazione del rapper spicca il DJ Cut Creator: nativo del Queens ed ex trombonista, Philpot aveva incontrato LL a un block party e avevano iniziato a esibirsi insieme. L'album è stato pubblicato con il titolo Radio nel novembre del 1985, contenente una dedica nelle note di copertina di LL Cool J a sua madre e ai suoi nonni. L'uscita dell'album è anticipata da molti appassionati hip hop in seguito all'apparizione del rapper nel film hip hop Krush Groove, basato sulla nascita della label Def Jam e caratterizzato dal singolo I Can't Live Without My Radio estratto da Radio.

### Produzione
La produzione dell'album, gestita interamente da Rick Rubin con un remix di DJ Jazzy Jay, è stata notata dalla critica e dagli autori musicali per lo stile minimalista di Rubin e per la marcata aggressività. Steve Huey di AllMusic ha descritto la produzione di Radio come «essenziale» e «scheletrica», definendo la strumentazione «fondamentalmente solo un beatbox potenziato.» Il suono di Radio è per lo più punteggiato da scratches e presenze occasionali di brevi campioni, che mettono in risalto il ritmo. Nel riassumere lo stile musicale di Radio, Huey dichiara: «il risultato è il rap più essenziale, con un'aggressività a livello di strada che colpisce alla perfezione con l'energia adolescenziale di LL.»

### Contenuti
Gli argomenti lirici riguardano la cultura e lo stile di vita dei giovani del centro città che affiorano in Radio, compreso il crescente e popolare atteggiamento da b-boy (I Can't Live Without My Radio, Rock the Bells) e la promiscuità adolescenziale (Dear Yvette), insieme all'«energia giovanile» del rapper, come descritto dallo scrittore Nelson George, ha contribuito ad attrarre un pubblico musicale più giovane ed è stato essenziale per il successo commerciale dell'album. Il lirismo di LL Cool J su Radio è evidenziato da dissensi intelligenti, lusinghe giocose e rap basati sulla vanteria. L'editorialista del New York Times Stephen Holden ha descritto LL Cool J come «un giovane gigante muscoloso con il magnetismo animale e l'amabile sicurezza del giovane Muhammad Ali.» I Want You e I Can Give You More sono stati riconosciuti dagli ascoltatori hip hop come le prime ballate hip hop e sono state citate allo stesso modo da altri autori e critici musicali.
Lo scrittore Nelson George, autore del libro Fresh: Hip Hop Don't Stop (1985), ha ulteriormente approfondito l'appeal di Radio nei confronti degli ascoltatori dell'epoca, descrivendo il rapper come un «minimalista che conosce i suoi beat» e dichiarando che «puoi chiamarlo rap, hip hop o street, ma è davvero un modo di ascoltare la musica e spassartela, che esprime le esperienze e le attitudini di un gran numero di ragazzi del centro città. LL Cool J è uno dei migliori giovani narratori in circolazione, perché parla direttamente alla e sulla sua generazione su grandi basi che richiamano Run-DMC, Trouble Funk, James Brown e un po' qualche pezzo funk di AC/DC e Yes [...] Questa musica adolescenziale è costruita attorno ai ritmi, ma non semplicemente a un vecchio ritmo qualsiasi. È tutto una questione di avere un ritmo con stile, con personalità e LL Cool J ne ha in abbondanza di entrambi.

## Pubblicazione e accoglienza
| Recensione                    | Giudizio |
| ----------------------------- | -------- |
| AllMusic                      | [ 1 ]    |
| MusicHound R&B                | [ 18 ]   |
| Q                             | [ 19 ]   |
| The Rolling Stone Album Guide | [ 20 ]   |
| The Source                    | [ 21 ]   |
| Spin Alternative Record Guide | [ 22 ]   |
| The Village Voice             | B+       |
| RapReviews                    | [ 24 ]   |

L'album è distribuito dalla Def Jam e dalla Columbia negli Stati Uniti e in Canada. Per il mercato nipponico il disco è distribuito da Def Jam e Sony, mentre nel Regno Unito e in Europa la distribuzione è partecipata con la CBS. Pubblicato il 18 novembre 1985 dalla Def Jam Recordings negli Stati Uniti, all'epoca Radio ha ottenuto un notevole successo commerciale di vendite per una produzione hip hop. Ha venduto oltre 500 000 copie nei suoi primi cinque mesi, vendendo infine oltre un milione di unità entro l'anno 1988 secondo la RIAA.
Radio ha raggiunto il sesto posto nella classifica di Billboard dedicata agli album R&B/Hip Hop e la posizione numero 46 nella Billboard 200.
L'album è entrato nella classifica dei Black Album il 28 dicembre 1985 ed è rimasto in classifica per quarantasette settimane, entrando nella classifica degli album pop l'11 gennaio 1986
e restandoci per trentotto settimane. Il 14 aprile 1986, l'album è certificato disco d'oro dalla RIAA e nel 1989 ottiene la certificazione di disco di platino negli Stati Uniti.
Radio ha ricevuto recensioni generalmente positive, tra cui quella del critico Robert Christgau di The Village Voice, che ha descritto il prodotto in un articolo del gennaio 1986 come «l'album rap più coinvolgente e originale dell'anno.» Il rapping aggressivo di LL Cool J e la produzione essenziale di Rick Rubin sono stati elogiati dalla critica che ha anche concordato sul fatto che all'epoca i testi di LL abbiano stabilito un nuovo standard per gli MC. Anche i testi dei brani sono stati elogiati dai critici, che li hanno descritti come intelligenti e divertenti.
Il successo critico dell'album sarebbe stato successivamente confrontato con quello degli altri album di LL Cool J, che non hanno avuto lo stesso successo critico di quello di Radio. Ira Robbins, scrivendo per Trouser Press, definisce l'album un «classico primario dell'ondata commerciale dell'hip hop autentico.» Sin dalla sua prima accoglienza, Radio è stato visto da fan e critici come il più grande lavoro di LL Cool J, nonché uno dei migliori album hip hop. In recensioni retrospettive, i critici e gli autori musicali hanno assegnato maggiori elogi ai contribuiti di produzione di Rick Rubin sul disco, oltre a rimarcare l'importanza della sua produzione nell'album. Frank Meyer di Yahoo! Music ha dichiarato che I Can't Live Without My Radio è un classico dell'hip hop e che questo album ha stabilito lo standard per l'East Coast hip hop per molto tempo.»
Radio è stato successivamente inserito al secondo posto tra i venticinque migliori album hip hop (1980-1998) della rivista Ego Trip, al numero 69 dei cento migliori album degli anni ottanta della rivista Rolling Stone e alla posizione numero 71 dei cento migliori album americani di tutti i tempi della rivista Blender. Nel 2003, Rolling Stone ha inserito l'album al 478º posto nella sua lista dei 500 migliori album di sempre, e al 470° nella lista aggiornata del 2012. Rolling Stone ha piazzato l'album all'interno del suo The Essential 200 Rock Records e nel 1998, l'album è stato inserito tra i migliori cento del genere dalla rivista specializzata The Source.

## Eredità e influenza
Con il successo rivoluzionario del suo singolo di successo I Need a Beat e dell'album Radio, LL Cool J è diventato uno dei primi artisti hip-hop a raggiungere il successo commerciale assieme a Kurtis Blow e ai Run-D.M.C.. In seguito, LL ha avuto l'occasione di esibirsi in luoghi più grandi per via della sua partecipazione al tour di Raising Hell 1986-1987 aprendo i concerti di Run-DMC e Beastie Boys. Un'altra pietra miliare della popolarità di LL è stata la sua apparizione in American Bandstand come primo artista hip hop nello spettacolo televisivo.
Il successo dell'album ha anche aiutato ad alimentare la credibilità e il repertorio di Rick Rubin come produttore discografico. Radio, insieme a Raising Hell (1986) e Licensed to Ill (1986), formeranno una trilogia di album di New York con Rubin alla guida, che hanno contribuito a diversificare l'hip-hop. Il credito alla produzione di Rubin sul retro della copertina recita «ridotto da Rick Rubin», riferendosi al suo stile di produzione minimalista che ha dato all'album il suo suono spoglio e grintoso. Questo stile sarebbe stato uno dei marchi di fabbrica di Rubin e avrebbe avuto un grande impatto sulle future produzioni hip-hop. Il lavoro di produzione di Rubin agli inizi dell'hip hop, prima della sua uscita da Def Jam a Los Angeles, ha contribuito a consolidare la sua eredità come pioniere dell'hip hop e a consolidare la sua reputazione nell'industria musicale.
L'uscita di Radio è coincisa con la crescente scena e sottocultura della new school, che ha anche segnato l'inizio dell'età d'oro dell'hip hop e la sostituzione dell'old school. Radio è stato uno dei primi dischi, insieme al disco di debutto di Run-D.M.C., a combinare l'approccio vocale dell'hip hop e del rapping con gli arrangiamenti musicali e il suono improvvisato della musica rock, pionieristico del suono ibrido del rap rock.
La scena emergente della new school è stata inizialmente caratterizzata da un minimalismo guidato dalla drum machine, spesso tinto di elementi del rock, oltre che da liriche basate sulla vanteria espresse in uno stile aggressivo e auto-assertivo. Nell'immagine come nella canzone, gli artisti hanno proiettato un atteggiamento da b-boy duro, forte. Questi elementi contrastano nettamente con il p-funk degli anni settanta e con gli outfit influenzati dalla disco music, da gruppi dal vivo, da sintetizzatori e rime di festa delle produzioni prevalenti nel 1984, che li hanno resi old school. In contrasto con la lunghezza dei brani che erano simili a delle jam session, predominante agli albori del genere (King Tim III, Rapper's Delight, The Breaks), gli artisti della new school tendevano a comporre canzoni più brevi che sarebbero state più accessibili e potenzialmente suonate nelle radio, concependo album più coerenti rispetto alle loro controparti della old school; stile rappresentato da LL e dal suo Radio. Un esempio di spicco del suono della new school è la canzone I Can't Live Without My Radio, una forte e provocatoria dichiarazione di pubblica lealtà al suo ghettoblaster che il New York Times ha descritto come «rap per antonomasia nella sua schiettezza, immediatezza e asserzione di sé.» Il brano è stato inserito nel film Krush Groove (1985), basato sull'ascesa dell'etichetta Def Jam e degli artisti new school quali Run-DMC e i Fat Boys.
L'energia, la consegna hardcore e lo stile musicale dei rapping presenti su Radio, così come altre pubblicazioni di artisti new school come Run DMC, Schoolly D, T La Rock e Steady B, hanno dimostrato di essere influenti per i successivi artisti dell'hip hop della golden age quali Boogie Down Productions e Public Enemy. Il declino della forma hip hop della old school portò anche alla chiusura dell'etichetta Sugar Hill Records, una delle label che contribuirono a sviluppare il primo hip hop e che, per coincidenza, rifiutarono il demo tape di LL Cool J. Radio è particolarmente importante nella storia dell'hip hop: è servito da esempio dell'espansione delle possibilità artistiche della musica hip hop, il suo successo commerciale e il suo suono distinto hanno velocemente portato ad un aumento del pubblico e degli ascoltatori di più razze verso l'hip hop.

## Tracce
Testi di James Smith, Rick Rubin, musiche di Rick Rubin.
1. I Can't Live Without My Radio – 5:28
2. You Can't Dance – 3:37
3. Dear Yvette – 4:07
4. I Can Give You More – 5:08
5. Dangerous – 4:40
6. El Shabazz – 1:18
7. Rock the Bells – 4:01
8. I Need a Beat (Remix) (Remix di Jazzy Jay) – 4:32
9. That's a Lie – 4:42
10. You'll Rock – 4:44
11. I Want You – 4:51

Durata totale: 47:08
Note
- La traccia 6 è una traccia nascosta cantata a cappella.[25]

## Formazione
Crediti adattati secondo Allmusic.
- Ad-Rock - compositore (traccia 8)
- Steve Byram - design
- Josh Cheuse - fotografia
- Steve Ett - capo ingegnere audio
- Nelson George - note di copertina
- Robert Lewis - fotografia
- Herb Powers - mastering
- Rick Rubin - compositore, produttore
- James Smith - voce, compositore

## Classifiche

### Classifiche settimanali
| Classifica (1986)         | Posizione massima |
| ------------------------- | ----------------- |
| Regno Unito               | 71                |
| Stati Uniti               | 46                |
| US Top R&B/Hip-Hop Albums | 6                 |

### Classifiche di fine anno
| Classifica (1986)         | Posizione massima |
| ------------------------- | ----------------- |
| Stati Uniti               | 81                |
| US Top R&B/Hip-Hop Albums | 11                |